# Stenopogon xanthotrichus
Stenopogon xanthotrichus là một loài ruồi trong họ Asilidae. Stenopogon xanthotrichus được Brullé miêu tả năm 1832.